# Baalberge
Baalberge er en kommune i Salzlandkreis i den tyske delstat Sachsen-Anhalt. Kommunen hører under Verwaltungsgemeinschaft Nienburg (Saale) som har administrationsby i Nienburg (Saale).
Baalberge ligger ca. 5 km sydøst for kreisens administrationsby Bernburg (Saale).